# 유다은
유다은(1989년 11월 29일 ~)은 대한민국의 가수다. 2015년 닥터프로스트 (OCN 일요드라마) OST 《아직은 시린 겨울》로 데뷔했다.

## 방송
- 보이스 코리아 2 (2013) - Top4(3위)
- 우리가 사랑한 그 노래 새가수 (2021) - Top33(26위)

## 피처링
- Backstab - 너였으면 좋겠어 (2014)
- 박지원 - Baby Baby (2014)